# Bob Dylan 1984 European Tour
1984 European Tour es una gira del músico estadounidense Bob Dylan, realizada durante el verano de 1984 por Europa.

## Trasfondo
La gira incluyó un total de 27 conciertos por Europa, con Dylan tocando en algunos de los escenarios europeos más conocidos, como el Ullevi Stadion de Gothenburg, Suecia, el St. James Park de Newcastle, el Wembley Stadium de Londres y el Slane Castle de Irlanda.
Durante la gira, Dylan contó con la colaboración de músicos como Carlos Santana en todos los conciertos, así como Joan Baez en Munich y Hamburgo, Hughes Aufray en París, Van Morrison en Londres e Irlanda, Eric Clapton y Chrissie Hynde en Londres, y Bono, Leslie Dowdall y Steve Wickham en County Meath.
La gira fue grabada y dio lugar al álbum Real Live, publicado en el invierno de 1984. Real Live incluyó seis canciones grabadas el 7 de julio en el Wembley Arena, dos grabadas en el St. James Park el 5 de julio, y otras dos grabadas el 8 del mismo mes en Slane Castle, Irlanda.

## Conciertos
| Fecha               | Ciudad       | País            | Escenario                  |
| ------------------- | ------------ | --------------- | -------------------------- |
| Europa              |              |                 |                            |
| 21 de mayo de 1984  | Brno         | República Checa | Stadion Za Lužánkami       |
| 23 de mayo de 1984  | Poznań       | Polonia         | Hala Arena                 |
| 24 de mayo de 1984  | Cracovia     | Polonia         | Theater Scena STU          |
| 28 de mayo de 1984  | Verona       | Italia          | Verona Arena               |
| 29 de mayo de 1984  | Verona       | Italia          | Verona Arena               |
| 31 de mayo de 1984  | Hamburgo     | Alemania        | St. Pauli Stadion          |
| 2 de junio de 1984  | Basel        | Suiza           | St. Jakob Stadium          |
| 3 de junio de 1984  | Munich       | Alemania        | Olympia Stadion            |
| 4 de junio de 1984  | Róterdam     | Países Bajos    | Sportpaleis Ahoy           |
| 6 de junio de 1984  | Róterdam     | Países Bajos    | Sportpaleis Ahoy           |
| 7 de junio de 1984  | Bruselas     | Bélgica         | Stade de Schaerbeek        |
| 9 de junio de 1984  | Gothenburg   | Suecia          | Ullevi Stadion             |
| 10 de junio de 1984 | Copenhague   | Dinamarca       | Idrætsparken               |
| 11 de junio de 1984 | Offenbach    | Alemania        | Stadion am Bieberer Berg   |
| 13 de junio de 1984 | Berlín       | Alemania        | Waldbühne                  |
| 14 de junio de 1984 | Viena        | Austria         | Wiener Stadthalle          |
| 16 de junio de 1984 | Colonia      | Alemania        | Müngersdorfer Stadion      |
| 17 de junio de 1984 | Niza         | Francia         | Stade De L'Ouest           |
| 19 de junio de 1984 | Roma         | Italia          | Roma Palaeur               |
| 20 de junio de 1984 | Roma         | Italia          | Roma Palaeur               |
| 21 de junio de 1984 | Roma         | Italia          | Roma Palaeur               |
| 24 de junio de 1984 | Milán        | Italia          | Stadio San Siro            |
| 26 de junio de 1984 | Madrid       | España          | Estadio del Rayo Vallecano |
| 28 de junio de 1984 | Barcelona    | España          | Mini Estadi                |
| 30 de junio de 1984 | Nantes       | Francia         | Stade Marcel Saupin        |
| 1 de julio de 1984  | París        | Francia         | Parc de Sceaux             |
| 3 de julio de 1984  | Grenoble     | Francia         | Grenoble Alpexpo           |
| 5 de julio de 1984  | Newcastle    | Inglaterra      | St James' Park             |
| 7 de julio de 1984  | Londres      | Inglaterra      | Wembley Stadium            |
| 8 de julio de 1984  | County Meath | Irlanda         | Slane Castle               |